# Pasquale Aiese
Pasquale Aiese (Nápoles, 27 de abril de 1962) es un deportista italiano que compitió en remo. Ganó dos medallas en el Campeonato Mundial de Remo, oro en 1982 y plata en 1986.

## Palmarés internacional
| Campeonato Mundial | Campeonato Mundial       | Campeonato Mundial | Campeonato Mundial        |
| Año                | Lugar                    | Medalla            | Prueba                    |
| ------------------ | ------------------------ | ------------------ | ------------------------- |
| 1982               | Lucerna (Suiza)          | Medalla de oro     | Cuatro sin timonel ligero |
| 1986               | Nottingham (Reino Unido) | Medalla de plata   | Dos sin timonel           |